# 琉球黃鰭棘鯛
琉球黃鰭棘鯛為輻鰭魚綱鱸形目鱸亞目鯛科的其中一種，分布於西北太平洋區，包括日本琉球群島、台灣東北部、香港等海域，體長可達20.4公分，棲息在沿海海域。